# トーマス・ローレッガー
トーマス・ローレッガー（Thomas Rohregger、1982年12月23日 - ）は、オーストリア、インスブルック出身の自転車競技（ロードレース）選手。

## 経歴
2005年、エルク・ハウスと契約を結んでプロ転向。
2007年
- オーストリア一周総合2位。

2008年
- オーストリア一周総合優勝。

2009年、チーム・ミルラムに移籍。
- ジロ・デ・イタリア初出場、総合29位。

2010年
- ツアー・ダウンアンダー山岳賞。

2011年
- チーム・ミルラムの解散に伴い、当初はペガサス・スポーツへの移籍が決まっていた。しかし同チームがUCIからプロフェッショナルコンチネンタルチームの認証を拒絶されたため、改めて移籍先を探す事態となったが、同年2月23日、レオパルド・トレックへの加入が決まった[1]。

2013年
- シーズン終了をもって競技活動から引退[2] 。